# Joachim Rassow
Joachim Rassow (* 1959) ist ein deutscher Biochemiker und Professor am Institut für Biochemie und Pathobiochemie der Ruhr-Universität Bochum. Er habilitierte 1998 an der Albert-Ludwigs-Universität Freiburg; seine Habilitationsschrift trug den Titel Tim-Proteine und molekulare Faltungshelfer als Mediatoren des mitochondrialen Proteintransportes.
Rassow ist Hauptautor des Lehrbuchs Duale Reihe Biochemie, eines Standardwerks auf diesem Gebiet.

## Werke (Auswahl)
- Joachim Rassow, Karin Hauser, Roland Netzker und Rainer Deutzmann: Duale Reihe Biochemie, 4. Auflage, Georg Thieme Verlag, Stuttgart 2016, ISBN 978-3-13-125354-5